# Nizina Gangesu
Nizina Gangesu – nizina w południowej Azji, na północny wschód od Półwyspu Indyjskiego, na terytorium Indii i Nepalu, pomiędzy wyżyną Dekan a Himalajami. Stanowi środkową, równoleżnikowo biegnącą część Niziny Hindustańskiej. Ciągnie się na długości ok. 1200 km. Na południowym wschodzie przechodzi w Deltę Gangesu i Brahmaputry. Ma równinny charakter i wznosi się na wysokość 30–150 m. Pokryta jest gęstą siecią dopływów Gangesu i kanałów nawadniających. Stanowi gęsto zaludniony, najważniejszy region rolniczy Indii (dominują uprawy ryżu, pszenicy, bawełny, juty i trzciny cukrowej).